# Epicauta grammica
Epicauta grammica es una especie de coleóptero de la familia Meloidae.

## Distribución geográfica
Habita en Brasil, Argentina, Bolivia y  Paraguay.